# رون (رسام)
رون (بالإنجليزية: Rone)‏ هو رسام أسترالي، ولد في 1981.

## وصلات خارجية
- الموقع الرسمي